# David Dedek
David Dedek (ur. 25 stycznia 1971 w Lublanie) – słoweński trener koszykarski, ostatnio pełnił funkcję głównego trenera Zastalu Enea BC Zielona Góra.
David Dedek rozpoczął studia na Fakulteti za elektrotehniko in računalništvo v Ljubljani na Uniwersytecie w Lublanie w 1989 roku, na kierunku elektrotechnika. Następnie kontynuował edukację na Wydziale Wychowania Fizycznego (Fakulteta za šport), którą ukończył jako najlepszy w swojej klasie.

## Kariera
Karierę trenerską rozpoczął w Szkole Podstawowej Franceta Bevka w 1985 roku, asystując doświadczonemu pedagogowi Alešowi Pečetowi w zdobyciu tytułu mistrza kraju w szkolnych zawodach. Przez kilka lat pracował w młodzieżowej sekcji KD Ježica. Trenował grupy młodzieżowe do 1996 roku, kiedy to objął funkcję głównego trenera drużyny seniorskiej. Do 2003 roku z powodzeniem pracował w Słowenii, zanim przyjął zaproszenie od Andreja Urlepa, aby wyjechać do Polski i dołączyć do drużyny Anwil Włocławek. W tym samym roku zdobył z Anwilem tytuł mistrza Polski, pierwszy w historii klubu.
Po pracy w Anwilu Włocławek trenował Śląsk Wrocław, Asseco Prokom Gdynia, Start Gdynia i AZS Koszalin. W połowie sezonu 2016 objął drużynę Start Lublin. W czwartym sezonie poprowadził zespół do 2. miejsca w PLK. W sezonie 2022/23 kontynuował karierę trenerską na Węgrzech, w Debreceni EAC. Po pobycie na Węgrzech wrócił do Polski, aby w sezonie 2023/24 prowadzić drużynę Zastal Zielona Góra.

## Osiągnięcia
Drużynowe
- 1984/85 OS France Bevk	(szkoła	– dzieci 12-13 lat) – II trener – Mistrzostwo Słowenii
- 1993/94 »Jezica«	(1. liga – kadeci 16-17 lat) – pierwszy trener – Mistrzostwo Słowenii
- 1994/95 »Jezica«	(1. liga – juniorzy 18-19 lat – pierwszy trener – Wicemistrzostwo Słowenii
- 1997/98 »IMOS Jezica«	– pierwszy trener – Mistrzostwo Słowenii
- 1997/98 »IMOS Jezica«	– pierwszy trener – Puchar Słowenii
- 1998/99 »Slovan«	do 20 lat – pierwszy trener – Mistrzostwo Słowenii
- 2001/02 »Jurij Plava laguna«	– pierwszy trener – Mistrz „1.B league“
- 2002/03 Anwil Włocławek	(PLK)	– II trener – Mistrzostwo Polski
- 2004/05 Anwil Włocławek	(PLK)	– II trener – Wicemistrzostwo Polski
- 2005/06 Anwil Włocławek	(PLK)	– II trener – Wicemistrzostwo Polski
- 2007/08 Prokom Trefl Sopot (PLK) – II trener – Puchar Polski
- 2007/08 Prokom Trefl Sopot (PLK) – II trener – Mistrzostwo Polski
- 2008/09 Prokom Trefl Sopot (PLK) – II trener – Euroliga TOP16
- 2008/09 Prokom Trefl Sopot (PLK) – II trener – Mistrzostwo Polski
- 2009/10 Prokom Trefl Sopot (PLK) – II trener – Mistrzostwo Polski
- 2010/11 Prokom Trefl Sopot (PLK) – II trener – Mistrzostwo Polski
- 2013/14 Asseco Gdynia (PLK) – I trener – Playoff
- 2014/15 Asseco Gdynia (PLK) – I trener – Playoff
- 2019/20 Start Lublin (PLK) – I trener – Wicemistrzostwo Polski

Indywidualne
- 1998 Trener roku - ZKT Slovenije
- 2014 Ligowiec Miesiąca (styczeń) - trojmiasto.pl[8]
- 2015 Ligowiec Miesiąca (maj) - trojmiasto.pl[9]
- 2014 Trener roku - redakcja Sportowe Fakty[10]
- 2014 Trener roku - Radio Gdansk[11]
- 2015 Trener roku - Radio Gdansk[12]
- 2020 Trener roku - redakcja Polski Kosz[13]
- 2020 Najlepszy trener - redakcja Polsat Sport[14]
- 2020 Nagroda Miasta Lublin[15]